# Galerij (steenkoolmijn)
Een galerij in de steenkoolmijnbouw is een ondergrondse, in een koollaag gedreven mijngang, waarbij om voldoende galerijhoogte te verkrijgen doorgaans nevengesteente wordt weggenomen. De aanleg van galerijen behoort tot de zogenaamde voorbereidingswerken. Dit zijn alle werken die in een koollaag worden uitgevoerd na de ontsluiting ervan maar vóór de eigenlijke koolwinning.

## Aanleg van de ondergrondse werken van een steenkoolmijn
Tot de ondergrondse werken worden gerekend alle in de mijn gemaakte gangen, ruimten en schachten. Men kan deze rangschikken in de volgende hoofdgroepen: ontsluitingswerken, voorbereidingswerken en winningswerken.

### Ontsluiting
Ontsluitingswerken dienen om de in de bodem gelegen koollagen toegankelijk te maken. Daar waar de kolenlagen op grote diepte liggen is men genoodzaakt kostbare en tijdrovende ontsluitingswerken uit te voeren. Tot deze werken behoort het delven van schachten en het maken van steengangen. Schachten zijn verticale verbindingen tussen de oppervlakte en het steenkoolgebergte. Vanuit de schachten worden op meerdere niveaus in het vaste gesteente nagenoeg horizontale gangen gedreven, deze gangen vormen de verschillende verdiepingen. Door de aanleg van dit gangenstelsel worden de koollagen in het mijnveld ontsloten.

### Voorbereiding
Met de voorbereidingswerken kan worden begonnen nadat de kolenlagen door middel van steengangen toegankelijk zijn gemaakt. Hiertoe behoren onder meer de aanleg van galerijen en doortochten. Galerijen worden, al naargelang hun ligging of functie, onderscheiden in onder andere: grondgalerijen, tussengalerijen, bandgalerijen en toe- en afvoergalerijen. Daar de dikte van een koollaag te gering kan zijn om een galerij de vereiste doorsnede te geven is men tijdens de aanleg meestal genoodzaakt een gedeelte van de vloer of van het dak na te breken. Als voorbereiding voor een pijler, de hoofdwinplaats van de steenkool, wordt in de kolenlaag tussen twee galerijen een gang gedreven, een zogeheten doortocht. Een zijwand van de doortocht is later het beginfront van de pijler. De evenwijdig lopende galerijen waartussen de doortocht is aangelegd worden de toe- en de afvoergalerij genoemd. Deze vormen afzonderlijke wegen voor de aan- en afvoer van de ventilatielucht.

## Winning
De ontginning van de steenkool is uiteraard het belangrijkst, van de opbrengst hiervan hangt de rentabiliteit van een mijn af. De winningswerken, die dienen om de kool te ontginnen, vinden overwegend plaats in de pijlers. Met de koolwinning kan worden begonnen zodra de doortocht gereed is, en de geschikte vervoermiddelen er in zijn aangebracht. Gedurende de winning verplaatst de pijler zich, dwars op de lengterichting, tussen de galerijen voorwaarts. Indien gelijktijdig met het vooruitgaan van de pijler de toe- en afvoergalerij worden gedreven, spreekt men van voorwaartse winning. Bij terugwaartse winning zijn de galerijen vooraf aangelegd, de pijler beweegt zich langs de galerijen terug. Ook kunnen combinaties van voor- en terugwaartse winning voorkomen.